# آنا غروف براينت
آنا غروف براينت (بالإنجليزية: Anna Groff Bryant)‏ هي مغنية أمريكية، ولدت في 1860 في ميلواكي في الولايات المتحدة، وتوفيت في 27 يناير 1941 في شيكاغو في الولايات المتحدة.